# لينكن (إنجلترا)
لينكن (بالإنجليزية: Lincoln)‏ مدينة ومنطقة حكم محلي، والمركز الإداري للنكولنشاير بإنجلترا. عدد السكان 78,200 نسمة. وتقع المدينة على نهر ويتام. تُزرع الحبوب في هذه المنطقة، وتعتبر لنكولن مركزًا لصناعة الآلات الزراعية والآلات الأخرى.
استولى الرومان على مستوطنة لندم السلتية بعد غزوهم لبريطانيا عام 43، وكانت هناك حامية عسكرية في لنكولن تسيطر على شرقي إنجلترا، وتحمي طرق التجارة الرئيسية. وكان شارع إرمين، وهو طريق روماني مهم يمر بمدينة لنكولن التي تطورت إلى مدينة زراعية مهمة خلال القرن الثالث، وكانت بوابة نيوبورت بوابة المدينة الرومانية الأصلية.
في الفترة الأنجلو سكسونية، صارت لنكولن جزءًا من مملكة ميزيسيا، واستولى عليها الغزاة الدنماركيون خلال القرنين الثامن والتاسع الميلاديين وصارت تخضع للقانون الدنماركي. نشأت أهمية لنكولن في عهد النورمنديين. في عام 1086 قام وليم الفاتح ببناء قلعة فيها.

## توأمة
للينكن (إنجلترا) اتفاقيات توأمة مع كل من:
- نويشتات أن در فاينشتراسه (1970 - )
- بورت لينكولن
- تانغشان
- رآدومسكو

## أعلام
- روبرت جروسيتيست
- برايان إدموند بيكر
- كيث الكسندر
- جورج بول
- بات جوردن